# Michelfeld

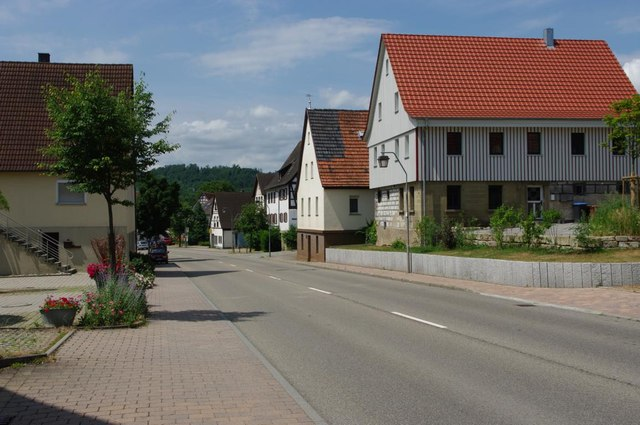
Michelfeld Ortsmitte, Blickrichtung „Rote Steige“

Michelfeld ist eine Gemeinde im Landkreis Schwäbisch Hall im fränkisch geprägten Nordosten Baden-Württembergs.

## Geographie

### Geographische Lage
Michelfeld liegt in 354 bis 509 Meter Höhe rund fünf Kilometer westlich der Kreisstadt Schwäbisch Hall. Die Gemeinde hat Anteil an den Naturräumen Schwäbisch-Fränkische Waldberge und Hohenloher-Haller Ebene.
Der namengebende Hauptort liegt im flachen Grund und auf dem linken Hang des Tals der Bibers, die hier in Südsüdostlauf aus den Waldenburger Bergen in die Hügellandschaft des Rosengartens heraustritt. Dorf und Tal werden von der aus Schwäbisch Hall kommenden Bundesstraße 14 durchquert, die anschließend über die sogenannte Rote Steige die Hochebene des Mainhardter Waldes im Westen erklimmt. Eine recht große Bevölkerung hat auch noch das Dorf Gnadental weiter oben im noch engen Biberstal. Der größte Teil des Gemeindegebietes liegt nördlich und nordwestlich von Michelfeld auf den rauen und waldreichen Hochebenen der Waldenburger Berge beidseits des Taleinschnitts, über die viele kleine Weiler und Gehöfte verstreut sind.

### Nachbargemeinden
Michelfeld grenzt im Osten an das Stadtgebiet von Schwäbisch Hall, im Südwesten an Mainhardt und im Nordwesten an Pfedelbach und die Stadt Waldenburg, beide im Hohenlohekreis.

### Gemeindegliederung
Zur Gemeinde Michelfeld gehören 33 Dörfer, Weiler, Höfe und Häuser.
- Zur ehemaligen Gemeinde Gnadental gehören das Dorf Gnadental, der Weiler Büchelberg und die Höfe Eichelberg, Forsthaus, Vorderziegelhalden und das Haus Winterrain sowie die abgegangenen Ortschaften Jagdhaus und Ziegelhalde.
- Zur Gemeinde Michelfeld im Gebietsstand vom 30. Juni 1971 gehören Dorf Michelfeld, die Weiler Blindheim, Eichholz, Erlin, Forst, Hahnenbusch, Kiesberg, Koppelinshof, Lemberg, Leoweiler, Lindachshof, Neunkirchen, Rinnen, Schöpperg, Wagrain und Witzmannsweiler, die Höfe Baierbach, Baumgarten, Bürkhof, Mäurershäusle, Messersmühle, Molkenstein (mit Burgstall Molkenstein), Pfeiffershäusle, Rote Steige und die Häuser Buchernhof, Landturm und Lemberghaus sowie die abgegangenen Ortschaften Egelsee, Einsiedelei, Schneidemühle und Sezershof.[3]

Zum Zweck der Durchführung einer Unechten Teilortswahl ist die Gemeinde zu Kommunalwahlen in drei sog. „Wohnbezirke“  unterteilt:
1. Michelfeld mit den Orten Michelfeld, Baumgarten, Buchernhof, Bürkhof, Forst, Gewerbegebiet Kerz, Koppelinshof, Landturm, Leoweiler, Lindachshof, Molkenstein und Rote Steige;
2. Gnadental mit den Orten Gnadental, Büchelberg, Eichelberg, Forsthaus, Vorderziegelhalden und Winterrain;
3. Neunkirchen/Rinnen mit den Orten Neunkirchen, Rinnen (mit Burgstall Rinnen), Baierbach, Blindheim, Eichholz, Erlin, Hahnenbusch, Lemberg, Lemberghaus, Messersmühle, Schöpperg, Wagrain und Witzmannsweiler[4]

### Flächenaufteilung
Nach Daten des Statistischen Landesamtes, Stand 2014.

## Geschichte

### Michelfeld

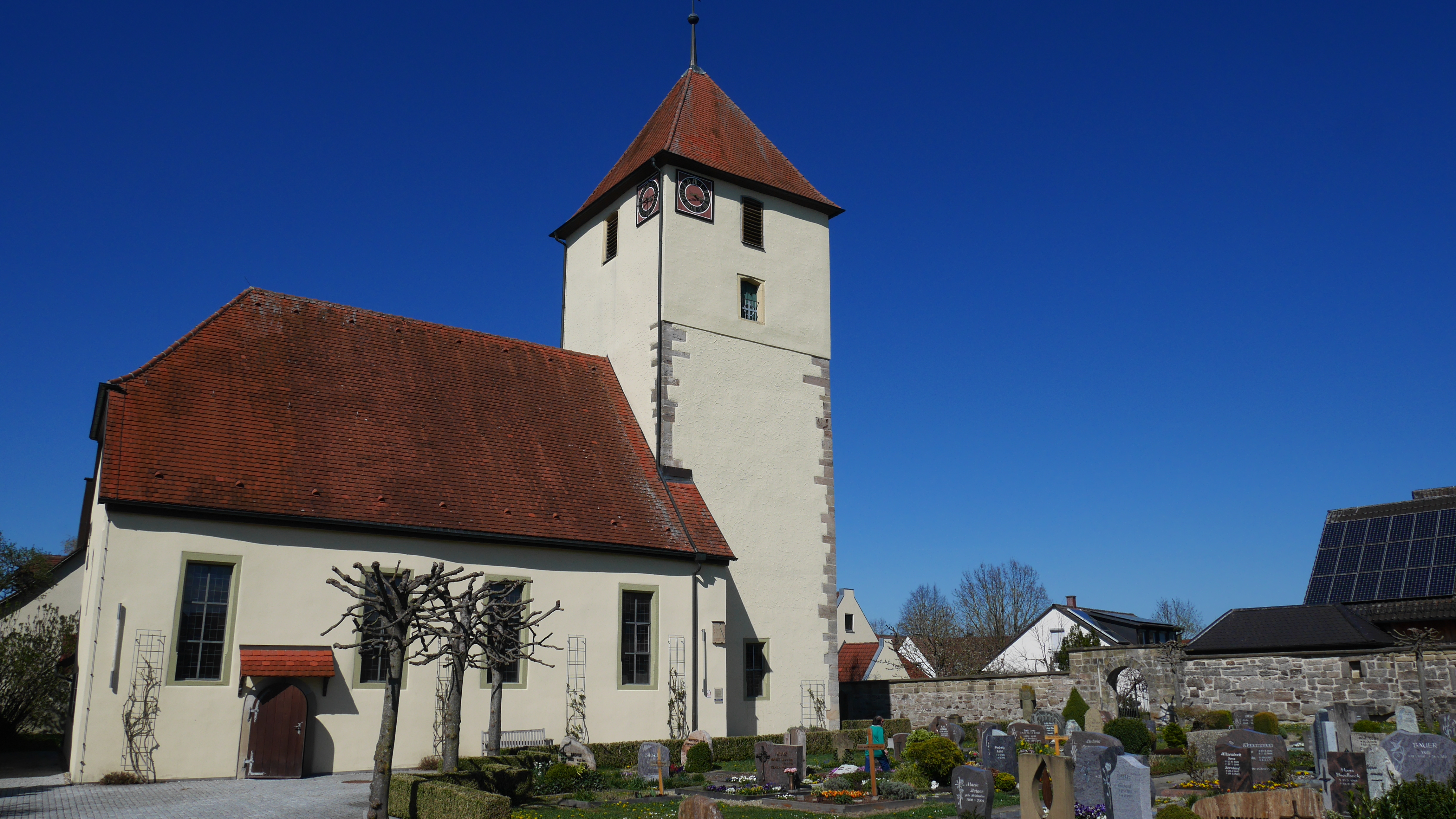
Dorfkirche Michelfeld

Ursprünglich dem Ortsadel derer von Michelfeld gehörend, kam der Ort mit der Zeit in den Besitz des Benediktinerklosters Comburg, das ihn aus Finanznot 1521 an die Stadt Schwäbisch Hall verkaufte. Michelfeld wurde damit Teil der Landbesitzungen der damaligen Reichsstadt Hall. Jedoch war das Gebiet der heutigen Altgemeinde zwei verschiedenen, hällischen Ämtern unterstellt.
Michelfeld selbst, sowie Landturm, Leoweiler, Molkenstein und Rotensteige unterstanden dem Amt Rosengarten. Alle übrigen Orte gehörten zum Amt Kocheneck.

### Haller Landheeg
Durch die heutige Gemeinde Michelfeld verlief die Haller Landheege – die mittelalterliche Grenzbefestigung der Reichsstadt Hall. Sie ist an mehreren Stellen im Gemeindegebiet deutlich erhalten, besonders im Wald in der Umgebung der Roten Steige sowie bei Gnadental und Rinnen. An wichtigen Verkehrswegen standen Landtürme an dieser Grenze, einer davon am oberen Ende der alten Roten Steige, der früheren Fernstraße von Hall nach Heilbronn, nahe der heutigen B 14. An den einstigen Landturm erinnert der Ortsname des heutigen Wohnplatzes.
Nach Auflösung der Reichsstadt und Übernahme der Haller Landgebiete durch das Herzogtum Württemberg 1802 gehörte die Gemeinde zum neu gegründeten württembergischen Oberamt Hall, aus dem 1934 der Kreis Hall und 1938 der Landkreis Hall hervorging, der 1941 wie die Stadt in Schwäbisch Hall umbenannt wurde.

### Gnadental
Der heutige Ortsteil Gnadental lag außerhalb des Territoriums der Reichsstadt Hall und gehörte dem Haus Hohenlohe.

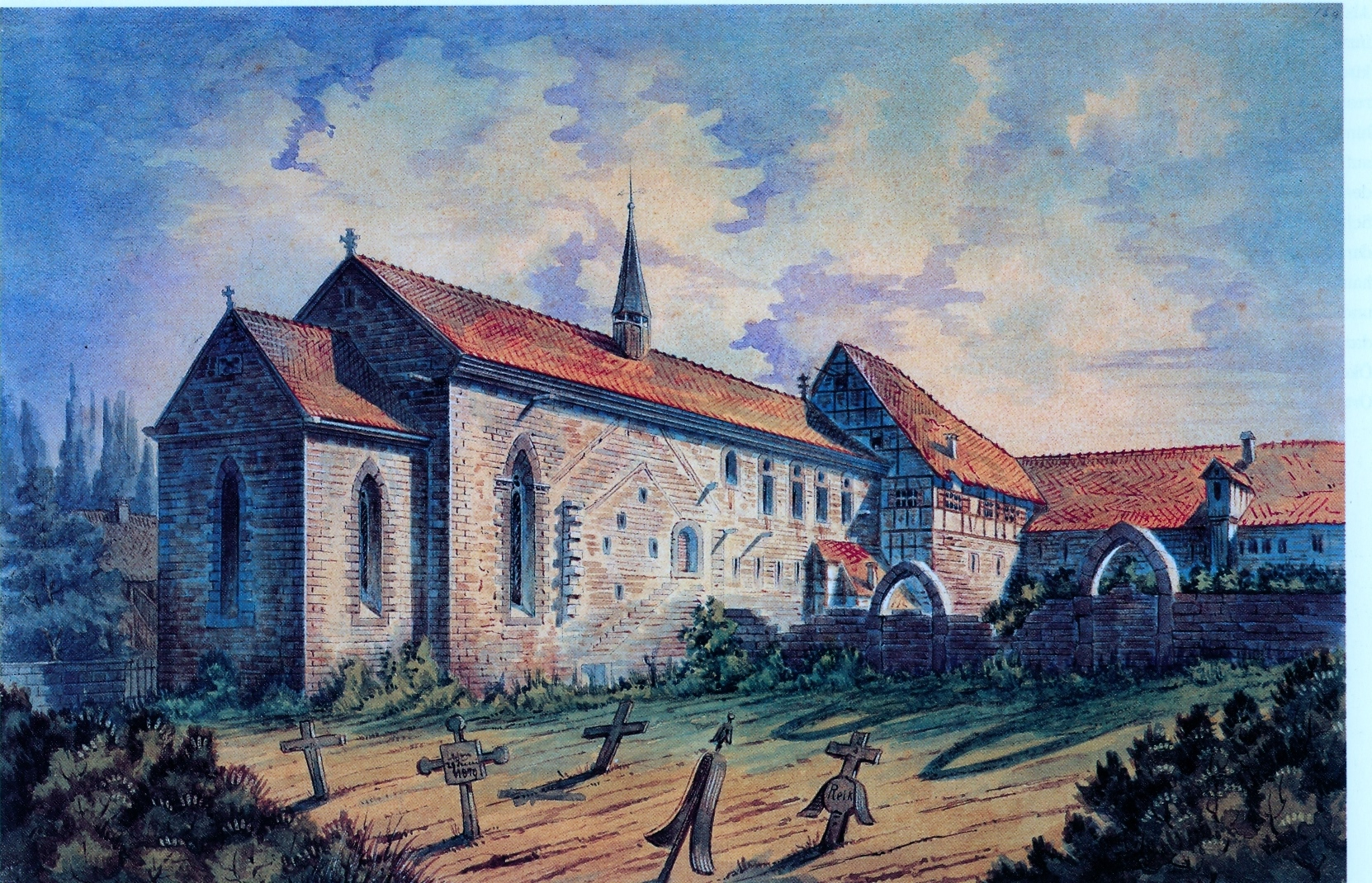
Kloster Gnadental auf einem Gemälde von Johann Friedrich Reik

Das Dorf Gnadental geht auf eine Klostergründung zurück, welche um das Jahr 1237 stattfand. Die Stifter des Klosters waren Konrad von Krautheim und seine Gemahlin Kunigunde von Eberstein, die dort Grund und Boden besaßen. Sie verlegten das von ihnen gegründete Frauenkloster der Zisterzienserinnen von Hohebach in das abgelegene Biberstal. Der heutige Ort entstand durch Ansiedlung von Bediensteten, die sich am Kloster niederließen. Da keine Landwirtschaftsflächen an Bauern verpachtet wurden, bestand die Bevölkerung Gnadentals lange Zeit lediglich aus Handwerkern und Dienstpersonal des Klosters und der Vogtei. Nach dem Tod der Stifter ging die Kloster-Vogtei durch Erbe an Hohenlohe-Neuenstein und Hohenlohe-Waldenburg zu gleichen Teilen über.
Nach der Reformation, welche die Hohenloher Adelshäuser in ihren Herrschaftsbereichen übernahmen, lösten die Schutzvögte das Kloster auf, säkuralisierten dessen Grundbesitz, brachten diesen an sich und übten die Grundherrschaft über die ehemaligen Klostergüter aus. Bis Gnadental 1589 endgültig an Hohenlohe-Neuenstein kam, gab es in Gnadental zwei Schultheiße, die das Klostergut gemeinsam verwalteten: einen neuensteinischen und einen waldenburgischen. Bis zur Mediatisierung der Fürstenhäuser durch Württemberg war Gnadental dem hohenlohischen Amt Michelbach unterstellt und kam schließlich 1806 an das Königreich Württemberg.
Zunächst gehörte Gnadental zum Oberamt Neuenstein und ab 1810 zum Oberamt Öhringen. 1820 wurde die Schultheißerei Gnadental zur eigenständigen Gemeinde erhoben. 1938 kam der Ort infolge der Kreisreform während der NS-Zeit in Württemberg zum Landkreis Hall, bzw. seit 1941 Landkreis Schwäbisch Hall.
Der Orts-Rufname Gnadentals ist von Alters her: „im Kloster“ oder einfach „Kloster“.

### Nachkriegsentwicklung
1945 bis 1952 gehörte die Gemeinden Michelfeld und Gnadental zum Nachkriegsland Württemberg-Baden, das 1945 in der Amerikanischen Besatzungszone gegründet worden war, ab 1952 zum neuen Bundesland Baden-Württemberg.

### Bildung der Gesamtgemeinde
Die zuvor selbständige Gemeinde Gnadental wurde am 1. Juli 1971 nach Michelfeld eingemeindet.

### Gipsstreit um den Streifleswald
Ein kleiner Teil des Gemeindegebietes, rund um dem Hauptort Michelfeld, liegt anteilig in der naturräumlichen Region Haller Bucht. Der Untergrund dieses Gebietes besteht aus Letten,- und Gipskeuper, wo Gips teilweise dicht unter der Oberfläche vorkommt. An vielen Orten rund um Schwäbisch Hall, die im Gipskeuper liegen, wurde Gips im Tagebau abgebaut und gefördert, so auch südlich von Michelfeld zwischen Raibach und Bibersfeld. Nach dem Ende des Abbaus im dortigen Gipsbruch kam es gegen Ende des 20. Jahrhunderts zum Gipsstreit um den Streifleswald, einer im Gemeindegebiet liegenden Waldregion, nördlich von Michelfeld. Die Gipsfirmen der Umgegend beantragten den Abbau der ergiebigen reinen Gipslager im Streifleswald. Die Gemeinde Michelfeld war gegen diese Pläne, weil der Gipsabbau massive Veränderungen der Landschaft und einen radikalen Eingriff in das Ökosystem bedeutet hätte. Eine Bürgerinitiative unterstützte das Verhindern der Umwandlung des Naherholungsgebietes in einen Gipsbruch. Dies führte zu jahrzehntelangen Auseinandersetzungen und Gerichtsverhandlungen, die bis vor dem Bundesverwaltungsgericht ausgetragen wurden. Letztendlich wurde 2004 eine Erlaubnis des Gipsabbaus in Michelfeld abgelehnt.
Inzwischen wurde der Streifleswald zusammen mit dem Streiflesberg und angrenzendem Gelände zum Landschaftsschutzgebiet erklärt.

## Religionszugehörigkeit
Am 31. Dezember 2018 waren von den Einwohnern Michelfelds
- 54,1 % evangelische Christen,
- 15,1 % Katholiken
- 30,8 % Sonstige (einer anderen bzw. keiner Konfession zugehörig).[11]

Am 31. Dezember 2022 waren von den Einwohnern Michelfelds
- 48,8 % evangelische Christen,
- 13,8 % Katholiken
- 37,7 % Sonstige (einer anderen bzw. keiner Konfession zugehörig).[12]

## Politik

### Gemeinderat
Der Gemeinderat in Michelfeld hat 14 Mitglieder. Er besteht aus den gewählten ehrenamtlichen Gemeinderäten und dem Bürgermeister als Vorsitzendem. Der Bürgermeister ist im Gemeinderat stimmberechtigt.
Die Kommunalwahl am 9. Juni 2024 führte zu folgendem Endergebnis. Die Wahlbeteiligung lag bei 66,7 %.
| Liste              | Stimmen | Sitze | Ergebnis 2019 |
| Unabhängige Bürger | 48,33 % | 7     | 9 Sitze       |
| Freie Bürger       | 35,04 % | 5     | 5 Sitze       |
| Aktive Bürger      | 16,63 % | 2     | 4 Sitze       |

### Bürgermeister
Bürgermeister ist seit 2001 Wolfgang Binnig. Er wurde 2009, 2017 und 2025 wiedergewählt.

## Kultur und Sehenswürdigkeiten

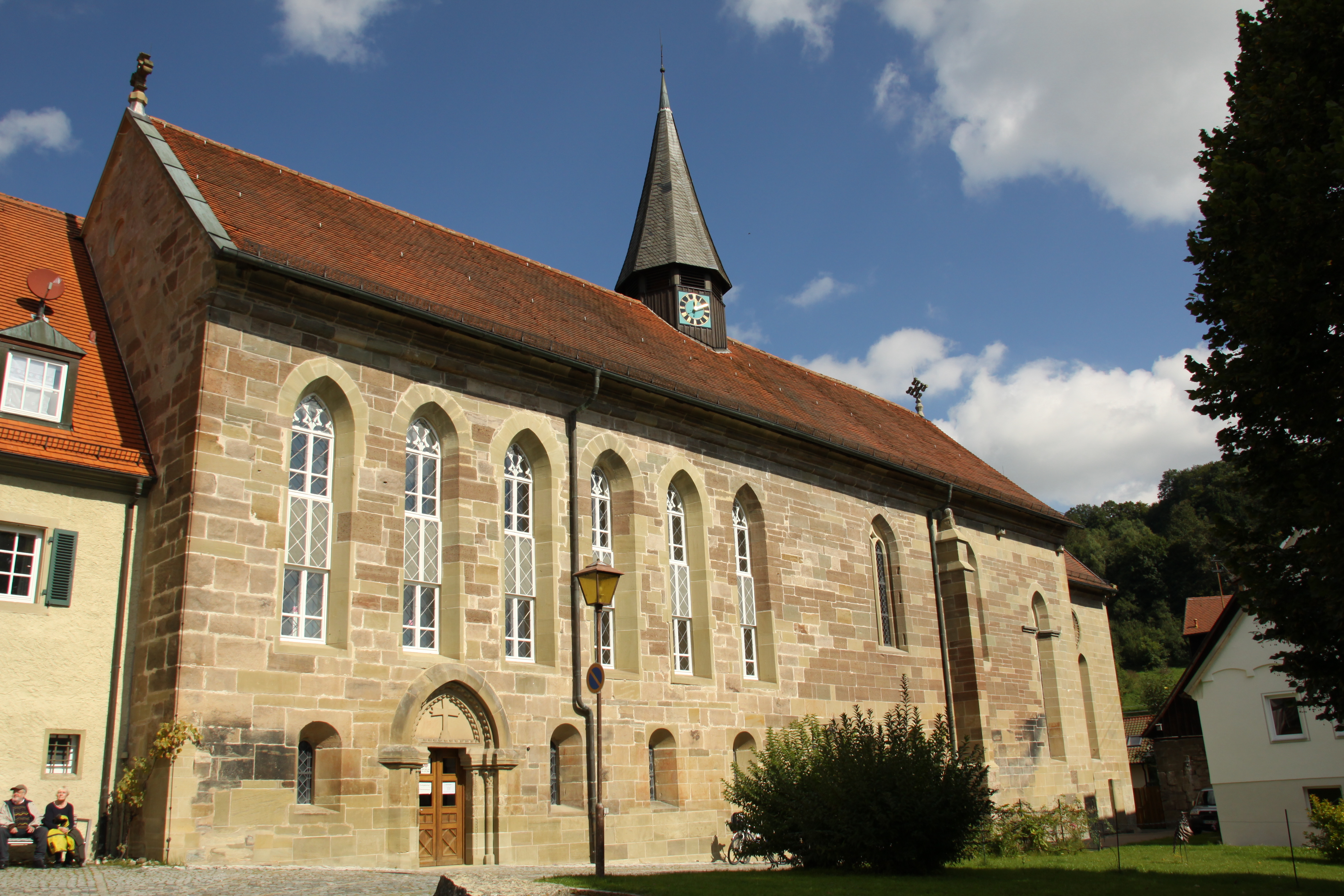
Ehemalige Klosterkirche in Gnadental

### Bauwerke
- Pfarrkirche Peter und Paul in Michelfeld (1282)
- Ehemaliges Zisterzienserinnen-Kloster in Gnadental (1243), siehe Artikel Kloster Gnadental

## Sport
In Michelfeld ist der Turn- und Sportverein (TSV) Michelfeld angesiedelt. Er wurde 1954 gegründet und hat mehr als 1000 Mitglieder. Das Außensportgelände mit Tennis und Fußballplätzen ist am Abzweig nach Gnadental an der L 1046 angesiedelt. Die Hallen sind an der Grundschule angesiedelt.

## Wirtschaft und Infrastruktur
Die Wirtschaft wird durch die Nähe zur Kreisstadt bestimmt. Trotzdem ist Michelfeld keine reine Wohngemeinde. 800 Einwohner sind in Arbeitsstätten in der Gemeinde beschäftigt, überwiegend im Dienstleistungsbereich, 1200 Michelfelder verdienen ihren Lebensunterhalt außerhalb. Auch die Landwirtschaft spielt eine Rolle, es gibt noch etwa 25 landwirtschaftliche Vollerwerbsbetriebe.
Michelfeld hat eine Grundschule, die auch eine Ganztagsbetreuung anbietet.

## Persönlichkeiten
Söhne und Töchter der Gemeinde:
- Christian Philipp (1893–1963), Offizier, Generalleutnant
- Otto Merker (1899–1986), Maschinenbauingenieur
- Helmut Günther (1911–1983), Pädagoge und Tanzpublizist
- Friedrich Ruth (1927–2016), Diplomat